# Tenere
A Tenere vagy Ténéré (berberül Tiniri) régió a Szahara sivatag közepének déli részén, óriási homoklapály, amely Niger délkeleti területeitől Csád nyugati részéig nyúlik. Területe mintegy 400 ezer négyzetkilométer (valamivel nagyobb, mint Németország). Északon az Ahaggar-hegység, keleten a Tibeszti-hegység, délen a Csád-tó medencéje, nyugaton az Aïr hegység, északnyugaton pedig a Dzsádói-fennsík határolja. A sivatag központi része az Erg du Ténéré. 
Neve a tuareg nyelvből ered, szó szerint „sivatag”-ot jelent (ahogy az arab nyelvből származó „szahara” szó is).
A Tenere éghajlata sivatagi, nagyon forró és nagyon száraz, gyakorlatilag mindenféle növényi élet nélkül. A hőmérséklet nyáron eléri a 42 °C-ot, évente mindössze 25 milliméter eső esik. Vizet még más sivatagi vidékekhez képest is nagyon nehéz találni, a kutak egymáshoz viszonyított távolsága a több száz kilométert is eléri.

## Története
A Tenere nem volt mindig sivatag. A karbon időszakban tengerfenék volt, később pedig trópusi erdő. Nyugati szegélyénél nagy dinoszaurusz temetőt találtak, amelyet az erózió hozott felszínre. A paleontológusok itt találták meg a krokodilszerű hüllő, a szuperkroknak becézett Sarcosuchus imperator majdnem teljes csontvázát.

## A Tenere fája
A sivatag egyik nevezetessége volt a Tenere fája (Arbre du Ténéré), amit a világ „legmagányosabb” fájaként ismertek – a legközelebbi másik fa 400 kilométerre volt tőle. 1973-ban egy teherautó kidöntötte, ezért ma egy fémutánzat helyettesíti – a térképeken azonban ma is szerepel.

## A Tenere fontosabb települései
- Abalagh
- Agadez
- Arlit
- In-Gall
- Tahoua
- Tanout